# Simulium kumboense
Simulium kumboense är en tvåvingeart som beskrevs av Jean Charles Marie Grenier och Germain 1966. Simulium kumboense ingår i släktet Simulium och familjen knott.
Artens utbredningsområde är Kamerun. Inga underarter finns listade i Catalogue of Life.